# Knista kyrka
Knista kyrka är en kyrkobyggnad som tillhör Knista församling i Strängnäs stift. Kyrkan ligger nästan två kilometer norr om Fjugesta i Lekebergs kommun och två mil sydväst om Örebro.

## Kyrkobyggnaden
Kyrkans äldsta delar, tornet och långhuset, anses härstamma från senare delen av 1100-talet. Någon gång från mitten av 1300-talet till mitten av 1500-talet breddades koret och kyrkan förvandlades till en salkyrka. Någon gång under samma period uppfördes sakristian. Ett nytt tresidigt kor byggdes 1724.
I sin nuvarande form består kyrkan av rektangulärt långhus med ett bredare, tresidigt kor i öster. Vid kyrkans norra sida finns sakristian och en förrådstillbyggnad. Vid långhusets västra kortsida finns kyrktornet. Långhus, sakristia, kor och förrådsbyggnad har sadeltak som är klädda med kopparplåt. Tornet har en kopparklädd huv som kröns med förgyllt kors på kula. Kyrkorummet har valvmålningar som är utförda 1617 av en okänd mästare. På södra väggen finns fragment av ännu äldre målningar.
Kyrkofönster med tre glasmålningar utförda av Torsten Nordberg 1950.

## Inventarier
- Predikstolen är från 1725.
- Altaruppsatsen är från 1728.

### Orgel
- 1855 bygger A G Nygren, Stockholm en orgel med 5 stämmor.
- 1871 bygger Erik Adolf Setterquist, Örebro en orgel med 9 stämmor.
- 1909 köpte man in ett harmonium till kyrkan.
- Den nuvarande orgeln med tolv stämmor är byggd 1936 av Olof Hammrberg, Göteborg. Orgeln är pneumatisk och har två fria kombinationer och registersvällare.

| Huvudverk I   | Svällverk II      | Pedal       | Koppel   |
| Borduna 16´   | Rörflöjt 8´       | Subbas 16´  | I/P      |
| Principal 8´  | Salicional 8´     | Oktavbas 8´ | II/P     |
| Hålflöjt 8´   | Gemshorn 4´       |             | II/I     |
| Octava 4´     | Nasard 2 2/3'     |             | I 4'/I   |
| Mixtur 3 fack | Blockflöjt 2'     |             | II 16'/I |
|               | Crescendosvällare |             | II 4'/I  |

- Kororgeln är byggd 1960 av Erik Paulsson, Uppsala. och är mekanisk.

| Manual            | Pedal   |
| Gedackt 8’ B/D    | Bihängd |
| Principal 4' B/D  |         |
| Rörflöjt 4' B/D   |         |
| Blockflöjt 2' B/D |         |
| Scharf 2 chor B/D |         |

- En digital orgel av märket "Allen" tillkom 2004.

### Webbkällor
- Knista församling
- byggnadspresentation
- anläggningspresentation